# AEG G.IV
El AEG G.IV era un biplano de bombardero construido por la firma Allgemeine Elektricitäts-Gesellschaft AEG; fue utilizado por el Luftstreitkräfte (Cuerpo Aéreo del Ejército Imperial) durante la Primera Guerra Mundial. Desarrollado a partir del AEG G.III , contaba con motores más potentes, mayor carga de bombas y dimensiones. Al entrar en servicio a finales de 1916, tenía una capacidad el doble de grande que la del AEG G.II, pero aun así se consideró inadecuado en términos de capacidad ofensiva y rendimiento. Otras mejoras dieron lugar al desarrollo del AEG G.V, que apareció demasiado tarde para prestar servicio. Sirviendo hasta el final de la guerra, el AEG G.IV logró alcanzar algún éxito operativo en papeles de reconocimiento y operaciones tácticas de corto alcance.

## Diseño y desarrollo
El G.IV empezó a entrar en servicio en los llamados Kampfstaffel (escuadrones de batalla) a finales de 1916 y como los anteriores modelos de bombardero de la firma, estaba construido a base de una estructura básica tubular de acero soldado recubierta de tela, a diferencia de otros bombarderos alemanes como los Gotha y Friedrichshafen, además, el morro estaba recubierto de chapa de madera, una mejora que no poseían los modelos G anteriores.
Estaba propulsado por motores en línea Mercedes D.IVa de 260 cv y tenía una capacidad máxima para cuatro tripulantes. Otras mejoras consistían en la instalación de radio y trajes calentados eléctricamente para la tripulación. Todas las cabinas estaban interconectadas. Aunque sus prestaciones eran superiores a las de sus antecesores de la serie G estaba lastrado por un limitado radio de acción por lo que se utilizó siempre en operaciones tácticas de corto alcance. Permaneció en servicio hasta el final de la guerra en 1918.
Las variantes, de las que se construyeron un número muy limitado, fueron el G.IVb, con alas de mayor envergadura y de tres secciones ; el G.IVK, con un cañón automático Becker de 20 mm instalado en el morro para ser usado en ataque al suelo; y el G.V, más grande que los demás, pero que no llegó a tiempo para participar en la guerra, aunque la aerolínea Deutsche Luft-Reederei utilizó algunos a partir de 1919.

## Historia operacional
Los bombarderos AEG G. IV entraron en servicio con el Luftstreitkräfte a finales de 1916. Debido a su relativamente corto alcance, el G. IV fue utilizado principalmente como bombardero táctico operando cerca de las líneas del frente. El G. IV voló en operaciones diurnas y nocturnas en Francia, Rumanía, Grecia e Italia, pero, según avanzaba la guerra, el AEG G. IV se restringió cada vez más para misiones nocturnas. Muchas operaciones nocturnas fueron consideradas molestas incursiones sin objetivos específicos, pero, con la intención de perturbar la actividad enemiga por la noche y tal vez hacer un poco de daño colateral.
Un solo ejemplar (número 574/18 ) se conserva en el Canada Aviation and Space Museum. Este aeroplano es significativo no solo por ser el único de su tipo existente, sino como el único, avión de combate bimotor alemán de la Primera Guerra Mundial conservado del mundo. El avión fue llevado a Canadá en 1919 como trofeo de guerra; esta en el museo desde 1970.

## Especificaciones (AEG G.IV)
Referencia datos: Enciclopedia Ilustrada de la Aviación Vol. 1 pag 15 / Jane's 1993, p. 299

### Características generales
- Tripulación: 3 / 4
- Longitud: 9,70 m
- Envergadura: 18,40 m
- Altura: 3,90 m
- Superficie alar: 67 m²
- Peso vacío: 2400 kg
- Peso máximo al despegue: 3630 kg
- Planta motriz: 2× lineal, 6 cilindros refrigerado por agua Mercedes D.IVa de 194 kW..
  - Potencia: 260 cv 194 kW cada uno.

### Rendimiento
- Velocidad nunca excedida (Vne): 165 km/h
- Velocidad máxima operativa (Vno):  165 km/h
- Alcance: 4,5 h
- Techo de vuelo: 4500 m
- Régimen de ascenso: Trepada a 1000 en 5 min
- Potencia/peso: 98,6 W / kg

### Armamento
- Ametralladoras: 2× Parabellum MG 14/17 de 7,92 mm
- Bombas: 400 kg (max.)